# 세인트토머스미들아일랜드구

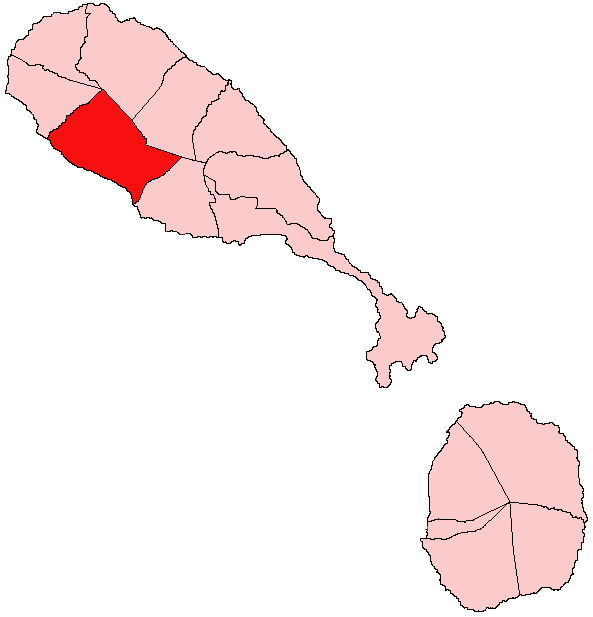
세인트토머스미들아일랜드구의 위치

세인트토머스미들아일랜드구(영어: Saint Thomas Middle Island Parish)는 세인트키츠 네비스의 구로 행정 중심지는 미들아일랜드이며 면적은 25km2, 인구는 2,332명(2001년 기준), 인구 밀도는 94.49명/km2이다. 세인트키츠섬 서부에 위치한다.